# دهستان هونگرل
دهستان هونگرل (به لاتین: Hungrel Gewog) یک دهستان در کشور بوتان است که در ناحیهٔ پارو واقع شده‌است.